# Lingjiao, Guangxi
Lingjiao (kinesiska: 菱角, 菱角镇) är en köping i Kina. Den ligger i den autonoma regionen Guangxi, i den södra delen av landet, omkring 160 kilometer sydost om regionhuvudstaden Nanning. Antalet invånare är 30279. Befolkningen består av 14 648 kvinnor och 15 631 män. Barn under 15 år utgör 31 %, vuxna 15-64 år 58 %, och äldre över 65 år 10,0 %.
Genomsnittlig årsnederbörd är 2 313 millimeter. Den regnigaste månaden är augusti, med i genomsnitt 486 mm nederbörd, och den torraste är februari, med 22 mm nederbörd.